# Scipione Riva-Rocci
Scipione Riva-Rocci (7 de agosto de 1863 — 15 de marzo de 1937 ) fue un médico italiano internista y pediatra, nativo de Almese, Piamonte.  Obtiene su grado médico en 1888, de la Universidad de Turín, y de 1900 a 1928 es director del Hospital de Varese.  
Desarrolla una versión simple de usar del esfigmomanómetro. Un originalísimo esfigmomanómetro con objetos tan comunes como un tintero, algunas pipas de cobre, tubos de bicicleta, y una cantidad de mercurio. Sus iniciales RR a veces se usaban para indicar presión sanguínea medida con su técnica.  El neurocirujano Harvey Cushing mejora este adminículo, jugando un destacado rol al esfigmomanómetro Riva-Rocci de mercurio, que usarían los médicos de todo el mundo.
Riva-Rocci también realiza contribuciones en la medicina pulmonar y respiratoria, particularmente en su estudios pioneros sobre la tuberculosis pulmonar. Siendo un joven doctor asiste a Carlo Forlanini en la técnica de neumotórax iatrogénico para el tratamiento de la tuberculosis pulmonar.
Hacia 1929 se inicia la manifestación de los primeros síntomas de una grave enfermedad infecciosaa: la encefalitis letárgica, que seguramente contrajo de las numerosas personas afectadas de tal patología durante una epidemia. Deberá retirarse forzadamente en 1930 de la actividad profesional, y se dirige con su esposa a Rapallo, en la Riviera ligura, donde muere siete años después, a la edad de 73 años.

## Algunas publicaciones
- 1896. Un nuovo sfigmomanometro. Gazz Med Torino 47. 981, 1001